# Niyazi Hacıbəyov

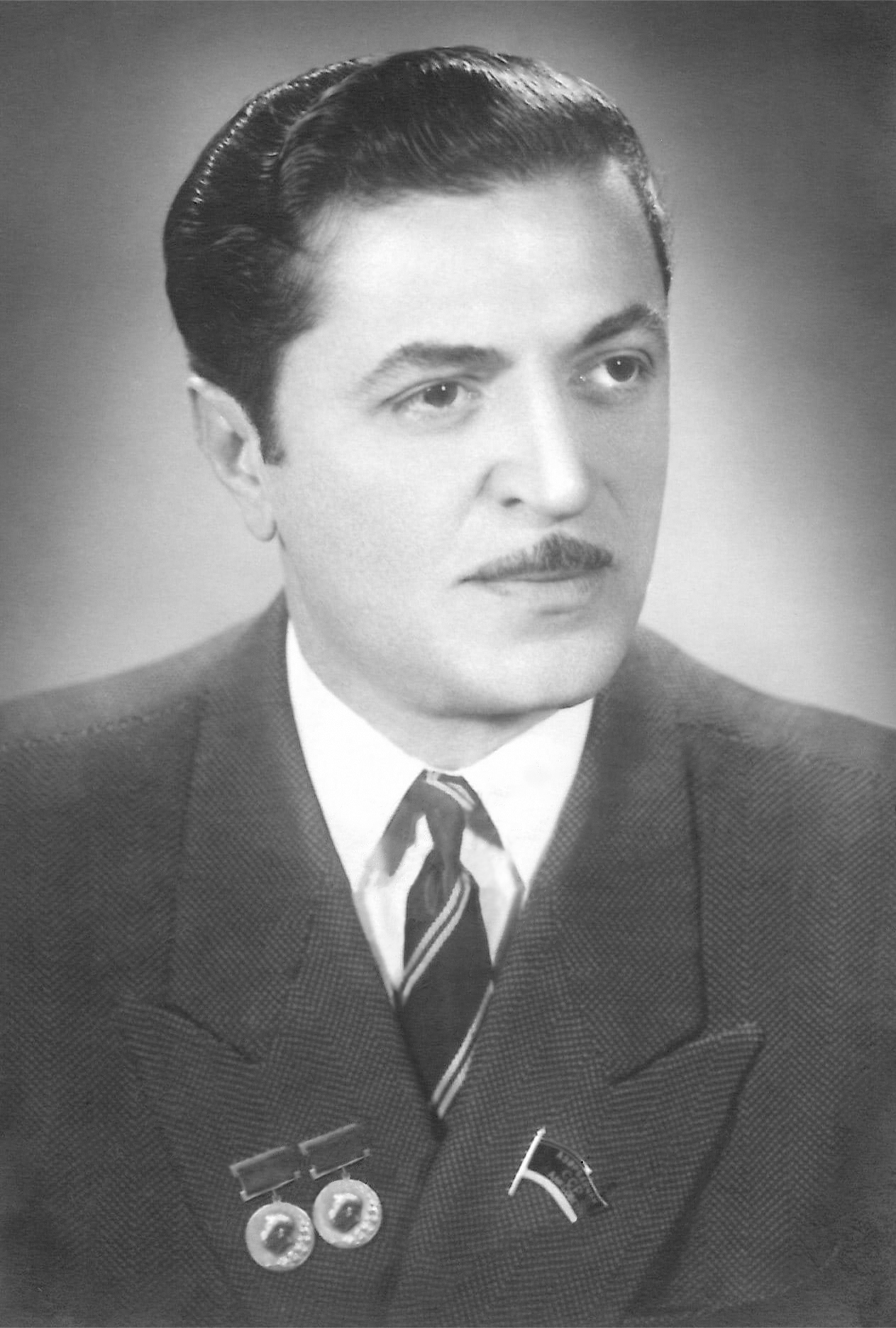
Niyazi, Dirigent

Niyazi Hacıbəyov (aserbaidschanisch Niyazi Zülfüqar bəy oğlu Tağızadə Hacıbəyov, alternative Kurzschreibweise Niyazi Hacıbäyov, genannt Maestro Niyazi; russisch Ниязи Зульфугар оглы Гаджибеков-Тагизаде, Transkription Nijasi Sulfugar ogly Gadschibekow-Tagisade, wiss. Transliteration Nijazi Zul'fugar ogly Gadžibekov-Tagizade; * 7. Augustjul. / 20. August 1912greg. in Tiflis; † 2. August 1984 in Baku) war ein sowjetischer und aserbaidschanischer Dirigent und Komponist. 

## Leben
Niyazi Hacıbəyov studierte in Moskau bei Michail Gnessin, Gawriil Popow und Pjotr Rjasanow, ferner am Konservatorium Jerewan und an der Musikakademie Baku bei Leopold Rudolf. Er war von 1937 bis 1965 Dirigent, dann Chefdirigent und künstlerischer Leiter des Staatlichen Aserbaidschanischen Opern- und Ballett-Theaters sowie von 1938 bis 1984 Chefdirigent des Staatlichen Aserbaidschanischen Sinfonieorchesters. Ab 1979 wirkte er zudem als Direktor der Staatlichen Aserbaidschanischen Philharmonie.
Neben seiner Tätigkeit in der klassischen Musik war er auch ein Wegbereiter des aserbaidschanischen Jazz und gründete Ende der 1930er Jahre mit Tofiq Quliyev das erste Jazzorchester dort, das Estraden-Orchester Devlet Cazı – Staatlicher Jazz.
Er war über die Grenzen Aserbaidschans hinaus berühmt. Als Dirigent leitete er zahlreiche Uraufführungen von Werken (Oper, Ballett und Symphonie) bekannter aserbaidschanischer Komponisten wie Üzeyir Hacıbəyov, Müslüm Maqomayev, Qara Qarayev, Fikrət Əmirov, Arif Məlikov und arbeitete mit Solisten wie Swjatoslaw Richter, Heinrich Neuhaus, David Oistrach und Mstislaw Rostropowitsch. 
Zu seinen wichtigsten Kompositionen zählten die Oper Xosrov və Şirin (1942) nach einem Stoff von Nezami, die sinfonische Suite Rast (1949), die sich mit dem gleichnamigen Muğam-Modus beschäftigt, und das Ballett Çitra (1960) nach Rabindranath Tagore.

## Familie

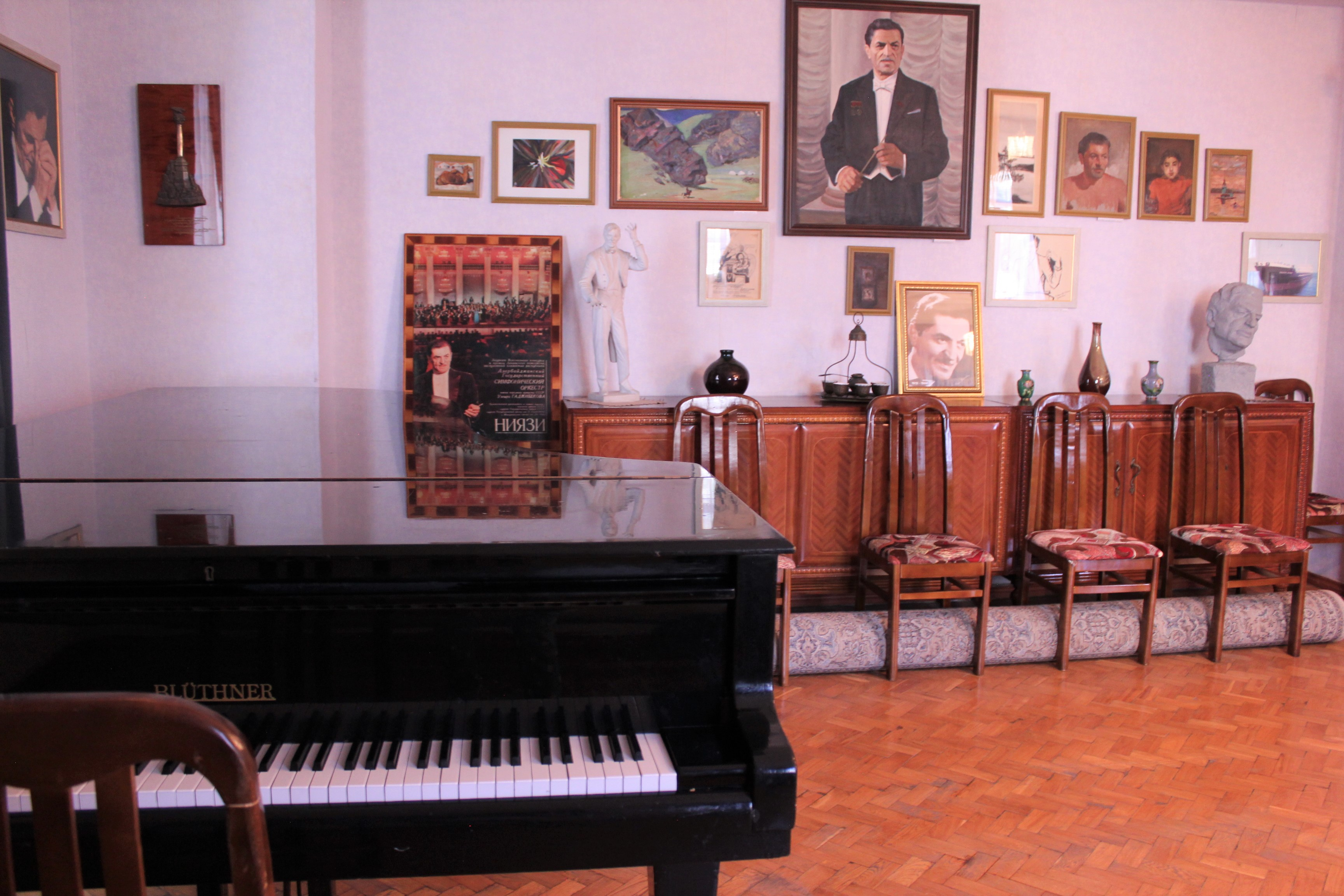
Niyazi-Museum in Baku

Niyazi Hacıbəyov war Sohn des Komponisten Zülfüqar Hacıbəyov und Neffe des Komponisten Üzeyir Hacıbəyov.

## Nachleben
In seinem ehemaligen Wohnhaus wurde 1994 am Bülbül prospekti in Baku ein Museum zum Gedenken an Niyazi Hacıbəyov eröffnet, das zum übergeordneten Staatlichen Aserbaidschanischen Museum für Musikkultur gehört. Die ständige Ausstellung umfasst Manuskripte, Bücher, Noten, Schallplatten, Fotos und persönliche Gegenstände.
Ein 2017 fertiggestelltes Denkmal in Baku erinnert an Niyazi.

## Auszeichnungen (Auswahl)
- 1951, 1952: Stalinpreis
- 1959: Volkskünstler der UdSSR
- 1967: Staatspreis der Aserbaidschanischen SSR
- 1974: Internationaler Nehru-Preis
- 1976, 1982: Leninorden
- 1982: Held der sozialistischen Arbeit